# Tom Sawyer (pel·lícula de 1973)
Tom Sawyer és una popular versió teatral de l'any 1973 de la història d'aventures de la infantesa de Mark Twain, Les aventures de Tom Sawyer. Protagonitzada per Johnny Whitaker (Tom Sawyer), Jodie Foster (Becky Thatcher) i Jeff East (Huckleberry Finn). La pel·lícula és també un musical, amb guió cinematogràfic i cançons dels Sherman Brothers, Robert B. Sherman i Richard M. Sherman. Charlie Pride va compondre la tonada d'obertura River Song. Nominada a 3 Oscars: millor cançó, millor vestuari i millor direcció artística.